# ميلتون إستريلا
ميلتون إستريلا هو مصارع رياضي إكوادوري، ولد في 15 أكتوبر 1954.

## وصلات خارجية
- ميلتون إستريلا على موقع JudoInside.com (الإنجليزية)
- ميلتون إستريلا على موقع أوليمبيديا (الإنجليزية)